# Andrew S. C. Ehrenberg

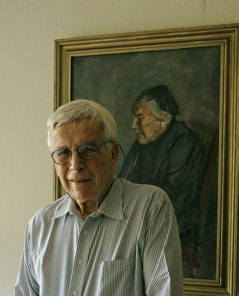
Andrew Ehrenberg

Andrew Ehrenberg (Bochum, 1 de maio de 1926 — 25 de agosto de 2010) foi um académico alemão nas áreas da estatística e do marketing, cujas investigações mais relevantes incidiram sobre o comportamento de compra repetida, revolucionando o entendimento dos gestores de marketing sobre os processos de fidelização e o funcionamento da publicidade. O seu trabalho privilegiou a generalização empírica baseada na recolha sistemática de informação quantitativa sobre o comportamento efectivo dos consumidores, tendo em vista a deteção de regularidades estatísticas e sua subsequente formalização matemática. David Ogilvy considerou-o “uma das grandes cabeças do marketing contemporâneo”.

## Biografia
Andreas Ehrenberg nasceu na Alemanha em 1926, mas emigrou com os seus pais para a Inglaterra em 1938. Começou a ensinar estatística em 1951 no Institute of Psychiatry de Londres. A partir de 1955 dedicou-se à pesquisa de mercados e à consultoria, área em que viria a notabilizar-se. A partir de 1970 e durante 23 anos leccionou Marketing e Comunicação  na London School of Economics. Em 1993 mudou-se para a South Bank University, onde fundou o Centre for Research in Marketing e estabeleceu uma parceria duradoura com o Marketing Science Centre da University of South Australia, o qual mais tarde se transformou no Ehrenberg-Bass Institute for Marketing Science.
Ehrenberg foi duas vezes galardoado com a Medalha de Ouro da British Market Research Society, em 1969 e 1996. Em 2010, recebeu o Lifetime Achievement Award da Advertising Research Foundation dos EUA.
Escreveu seis livros e mais de 200 artigos. Reformou-se com 80 anos de idade.

## Métodos de investigação
O traço distintitivo da abordagem metodológica que Ehrenberg trouxe para a investigação de marketing e a pesquisa de mercados foi a preferência pela medição dos comportamentos efectivos e pela sua análise quantitativa. O processo que deve conduzir à descoberta de leis do comportamento e sua formalização precisa é por ele descrito numa comunicação à Royal Statistical Society intitulada "The Discovery and Use of Laws of Marketing" (Ehrenberg 1969), na qual alega ter identificado cinco leis elementares do comportamento de compra.

## Comportamento de compra
Ehrenberg dedicou desde muito cedo grande atenção ao estudo de dados gerados por painéis de compra de consumidores. O seu primeiro estudo influente foi "The Pattern of Consumer Purchases" (Ehrenberg 1959), no qual mostrou que a Distribuição Negativa Binomial podia ser aplicada ao número de compras de uma marca de bens de consumo. A generalização às situações em que há escolha entre várias marcas foi concretizada anos mais tarde em "The Dirichlet: A Comprehensive Model of Buying behaviour" (Goodhardt, Ehrenberg and Chatfield 1984).
As suas ideias encontram-se expostas em detalhe e documentadas na sua obra central: Repeat Buying: Facts, Theory and Applications, editada primeiro em 1972 e mais tarde reformulada e reeditada em 1988. O chamado modelo 'Dirichlet' tem sido aplicado com sucesso em inúmeros mercados em que prevalece a situação de compra repetida, tornando-se uma das mais poderosas leis empíricas gerais do comportamento de compra.
Ehrenberg deduziu desse modelo uma opinião original e influente sobre o modo como a publicidade funciona no que respeita a marcas já implantadas no mercado. Era designadamente sua convicção que o papel da publicidade consiste mais em reforçar percepções favoráveis previamente geradas pela experimentação pessoal do que em persuadir. Como corolário, entendia a publicidade como uma arma predominantemente débil e defensiva.

## Obras
- Ehrenberg, A. (1959) The pattern of consumer Purchases, Applied Statistics, 8,1, 26-41.
- Ehrenberg, A., (1966) Laws in Marketing - A tailpiece, Journal of the Royal Statistical Society, Series C, 15, 257-268.
- Ehrenberg, A. (1975,1981), Data Reduction, John Wiley, Chichester. Reprinted in the Journal of Empirical Generalisations in Marketing Science, 2000, 5, 1-391 (www.empgens.com).
- Ehrenberg A.(1988) Repeat-buying: facts, theory and applications, 2nd ed., Edward Arnold, London; Oxford University Press, New York. Reprinted in the Journal of Empirical Generalisations in Mark Science, 2000, 5, 392-770 (www.empgens.com).
- Ehrenberg, A., Barnard N., Kennedy R., and Bloom, H. (2002), Brand advertising as creative publicity, Journal of Advertising Research, 42, 4, 7-18.
- Ehrenberg, A. Uncles, M , and Goodhardt, G. (2004), Understanding Brand Performance Measures: Using Dirichlet Benchmarks, Journal of Business Research, 57, 12, 1307 - 1325.
- Goodhardt G.J., Ehrenberg, A. and Chatfield (1984), The Dirichlet: A comprehensive model of buying behaviour, Journal of the Royal Statistical Society, Series A, 147, 621-655.